# Osiedle Słoneczne (Świebodzice)
Osiedle Słoneczne – nieoficjalna nazwa osiedla domków jednorodzinnych w Świebodzicach przy wyjeździe w kierunku Jeleniej Góry, na skalistym zboczu. Główną ulicą osiedla jest ulica Złota. W skład osiedla wchodzą także ulice Jasna, Tęczowa, Promienna, Zimny Dwór, Kwiatowa, Wrzosowa, Jaśminowa, Cicha, Widna a także Pogodna.